# Синдром раздражённого кишечника
Синдро́м раздражённого кише́чника (СРК) — хроническое, часто изнурительное и широко распространённое нарушение взаимодействия кишечника и головного мозга. В клинической практике СРК характеризуется симптомами рецидивирующей боли в животе и нарушениями дефекации.
Термин «синдром раздражённого кишечника» возник на основе анекдотических, симптоматических сообщений о пациентах с хроническим рецидивирующим абдоминальным дискомфортом, связанным с измененными привычками кишечника.

## История
В следующих сообщениях Osler и Hurst описали в 1892 г. «слизистый колит» с выделением слизи (мукореи), клеточного детрита и «кишечного песка». Многие из этих пациентов характеризовались истерическими, ипохондрическими или депрессивными состояниями и страдали абдоминальными коликами. Термин «спастическая толстая кишка» или «раздраженная толстая кишка» был использован в 1928 г. Ryle и в 1929 г. Jordan и Kiefer соответственно для описания дефекации. С тех пор в литературе использовались различные термины (функциональная диарея, нервная диарея, вегетативный невроз, диснергия толстой кишки, спазмы толстой кишки, спастический толстый кишечник, энтероспазм, слизистый колит, мукомембранозный колит, синдром раздраженной толстой кишки). Chaudhary и Truelove описали 2 различных клинических подтипа, а именно спастическую толстую кишку с болью в животе и чередованием запоров и диареи или безболезненной диареей.
Придавая важность вопросам диагностики и лечения СРК, Всемирная организация гастроэнтерологов объявила 2009 год «годом синдрома раздражённого кишечника».

## Факторы риска
Наиболее надёжно выявленными факторами риска исследователи называют женский пол, тревогу, депрессию, и гастроэнтерит.

## Патофизиология
Генетика и эпигенетические изменения, инфекция и ранние неблагоприятные жизненные события могут предрасполагать человека к развитию СРК, а хронический стресс, психологические симптомы, негативные представления о симптомах и болезни, а также неадекватные механизмы преодоления могут увеличить частоту и тяжесть симптомов. Для некоторых пациентов с СРК сопутствующие психологические заболевания или дистресс могут быть следствием, а не причиной тяжести и частоты испытываемых симптомов. СРК представляет собой нарушение двунаправленной связи между кишечником и мозгом (через ось кишечник-мозг) и имеет биопсихосоциальную этиологию.

## Диагностика

### Критерии Римского фонда
Римские критерии IV, разработанные на основе консенсуса многонациональной группы экспертов в области нарушений взаимодействия кишечника и головного мозга, могут использоваться для диагностики как в клинических, так и в исследовательских целях.
Периодические боли в животе в среднем не менее 1 дня в неделю за последние 3 месяца, связанные с двумя или более из следующих критериев:
- Связана с дефекацией
- Связана с изменением частоты стула
- Связана с изменением формы (внешнего вида) стула

Эти симптомы должны отмечаться у больного последние 3 месяца при общей продолжительности не менее 6 месяцев.

### Лабораторные исследования
- Клинический анализ крови, анализ крови на C-реактивный белок[9][4].
- Определение содержания антител к тканевой трансглютаминазе в крови (AT к tTG) IgA или, при селективном иммунодефиците IgA, IgG у пациентов с диарейным и смешанным вариантом заболевания для исключения целиакии[3][4].
- Исследование уровня кальпротектина в кале у пациентов с диарейным и смешанным вариантом заболевания для исключения воспалительных заболеваний кишечника[3][4].

### Инструментальные исследования
- Проведение колоноскопии для исключения органических заболеваний[9][4].

## Лечение

### Немедикаментозное лечение

#### Диета и питание пациента с синдромом раздражённого кишечника
Исключение из рациона ферментируемых олигосахаридов, дисахаридов, моносахаридов и полиолов (FODMAP) популярно в качестве лечения пациентов с СРК. FODMAP приводят к увеличению секреции воды в ЖКТ и усилению ферментации в толстой кишке, в результате чего образуются короткоцепочечные жирные кислоты и газы, которые могут привести к растяжению просвета и появлению симптомов, связанных с приемом пищи, у пациентов с СРК.
Растворимая клетчатка, такая как испагула/псиллиум, является эффективным средством лечения общих симптомов и боли в животе при СРК, но следует избегать нерастворимой клетчатки (например, пшеничных отрубей), поскольку она может усугубить симптомы.

#### Психологическая терапия
- Когнитивно-поведенческая терапия[4]
- Гипнотерапия[4]

### Медикаментозное лечение
- Спазмолитики для купирования болевого синдрома[4][11][10].
- Лоперамид для купирования диареи[10][4][11].
- Рифаксимин для купирования диареи[3][10][4][11].
- Пробиотики для облегчения боли в животе, нормализации частоты и консистенции стула[10][4].
- Энтеросорбенты для улучшения консистенции стула, общих симптомов и качества жизни[12][13].
- Слабительные, увеличивающие объем кишечного содержимого для лечения запоров[3][10][4].
- Осмотические слабительные для лечения запоров[10][4].
- Контактные слабительные для лечения запоров[10].
- Масло перечной мяты для лечения общих симптомов СРК[3][4][5].
- Антидепрессанты для уменьшения боли в животе[3][10][4][11].
- Нейролептики для уменьшения боли в животе[10].
- Элуксадолин для купирования диареи[11][5].
- Другие препараты: тенапанор.